# Santiago Cuiza
Jhonny Santiago Cuiza Cayo (Tarija, 16 de junio de 2005) es un futbolista boliviano. Juega como defensa en Real Tomayapo de la Primera División de Bolivia.

## Trayectoria

### Real Tomayapo
Debutó en la Primera División de Bolivia el 7 de mayo de 2022, con 16 años y 11 meses, en la jornada 13 del Torneo Apertura 2022 en el Estadio IV Centenario, ingresando como titular en el triunfo 1-0 ante Nacional Potosí.
En 2023 fue relegado al equipo filial, y disputó 5 encuentro de la Copa DivPro.
En 2024 retorno a la titularidad. Marcó su primer gol el 7 de abril, en el triunfo ante Real Santa Cruz por 2-1, en la jornada 8.

## Selección nacional

### Categorías inferiores
Fue convocado para disputar el Sudamericano Sub-17 de 2017 que se realizó en Colombia. Disputó los cuatro encuentros que jugó Bolivia, siendo uno de los jugadores más destacados que tuvo su seleccionado.
| Torneo                      | Sede     | Resultado    | Partidos | Goles |
| --------------------------- | -------- | ------------ | -------- | ----- |
| Sudamericano Sub-20 de 2025 | Colombia | Primera fase | 4        | 0     |

## Clubes
| Club          | País    | Año           |
| ------------- | ------- | ------------- |
| Real Tomayapo | Bolivia | 2022-presente |